# Rose Gregorio
Pour les articles homonymes, voir Gregorio.
Rose Gregorio, née le 17 octobre 1925 à Chicago (Illinois) et morte le 17 août 2023 à Greenwich Village, New York, est une actrice américaine.

## Biographie
Rose Gregorio débute au théâtre et joue notamment à New York (Broadway et Off-Broadway). Parmi ses pièces notables, mentionnons The Days and Nights of BeeBee Fenstermaker (en) de William Snyder (en) (Off-Broadway, 1962-1963, avec Robert Duvall), Jimmy Shine (en) de Murray Schisgal (Broadway, 1968-1969, avec Dustin Hoffman dans le rôle-titre et Susan Sullivan), The Shadow Box de Michael Cristofer (Broadway, 1977, avec Geraldine Fitzgerald et Simon Oakland), ainsi que deux pièces d'Arthur Miller, Vu du pont (Broadway, 1983, avec Tony Lo Bianco et Robert Prosky) et The Last Yankee (en) (Off-Broadway, 1993, avec Tom Aldredge et Frances Conroy).
La première pièce citée (1962-1963) est mise en scène par Ulu Grosbard (1929-2012) qu'elle épouse en 1965 et dont elle reste veuve.
The Shadow Box (1977) lui vaut trois distinctions (détails ci-dessous), dont une nomination au Tony Award du meilleur second rôle féminin dans une pièce.
Au cinéma, Rose Gregorio contribue à quatorze films américains à ce jour, depuis Le Plongeon de Frank Perry (1968, avec Burt Lancaster et Janice Rule) jusqu'à Good Time de Joshua et Ben Safdie (2017, avec Robert Pattinson et Jennifer Jason Leigh). Dans l'intervalle, elle collabore entre autres à trois réalisations d'Ulu Grosbard, dont Sanglantes Confessions (1981, avec Robert Duvall et Robert De Niro) et Aussi profond que l'océan (1999, avec Michelle Pfeiffer et Treat Williams). Mentionnons également Les Yeux de Laura Mars d'Irvin Kershner (1978, avec Faye Dunaway et Tommy Lee Jones).
À la télévision américaine, à ce jour, elle joue dans vingt-cinq séries, depuis Naked City (un épisode, 1961) jusqu'à New York, section criminelle (un épisode, 2003). Entretemps, citons Route 66 (un épisode, 1964), Drôles de dames (un épisode, 1979), Falcon Crest (deux épisodes, 1984) et Urgences (sept épisodes, 1996-1999).
S'ajoutent dix téléfilms, le premier diffusé en 1961 ; le dernier est L'Impossible Alibi de Roger Spottiswoode (1987, avec Ed Harris et Roxanne Hart).
Rose Gregorio meurt le 17 août 2023 à Greenwich Village dans la ville de New York à l'âge de 97 ans.

## Théâtre

### Broadway
- 1964-1965 : The Owl and the Pussycat de Bill Manhoff : Doris W. (doublure)
- 1966 : L'Instruction (The Investigation) de Peter Weiss, adaptation de Jon Swan et Ulu Grosbard, mise en scène d'Ulu Grosbard, costumes d'Anna Hill Johnstone (doublure)
- 1967 : Daphne in Cottage D de Stephen Levi, décors et lumières de Jo Mielziner, costumes de Theoni V. Aldredge : Daphne (doublure)
- 1968 : The Cuban Thing de (et mise en scène par) Jack Gelber : Daisi
- 1968-1969 : Jimmy Shine de Murray Schisgal, musique de scène de John Sebastian : Rosie Pitkin
- 1977 : The Shadow Box de Michael Cristofer : Agnes
- 1983 : Vu du pont (A View from the Bridge) d'Arthur Miller : Beatrice
- 1988-1990 : M. Butterfly de David Henry Hwang (en) : Helga

### Off-Broadway
- 1962-1963 : The Days and Nights of BeeBee Fenstermaker de William Snyder, production et mise en scène d'Ulu Grosbard : BeeBee
- 1963 : Journey to the Day de Roger O. Hirson, mise en scène de Fred Coe : Martha
- 1964 : Kiss Mama de George Panetta : Evelyn
- 1982 : Weekends Like Other People de David Blomquist, mise en scène d'Ulu Grosbard : Laurie
- 1993 : The Last Yankee d'Arthur Miller : Karen Frick
- 2000 : Family Week de Beth Henley, mise en scène d'Ulu Grosbard : Lena/Sandra

## Filmographie partielle

### Cinéma
- 1968 : Le Plongeon (The Swimmer) de Frank Perry : Sylvia Finney
- 1971 : Qui est Harry Kellerman ? (Who Is Harry Kellerman and Why Is He Saying Those Terrible Things About Me?) d'Ulu Grosbard : Gloria Soloway
- 1971 : Desperate Characters de Frank D. Gilroy : Ruth
- 1978 : Les Yeux de Laura Mars (Eyes of Laura Mars) d'Irvin Kershner : Elaine Cassell
- 1981
  - Sanglantes Confessions (True Confessions) d'Ulu Grosbard : Brenda Samuels
  - Sois belle et tais-toi de Delphine Seyrig : elle-même
- 1987 : Five Corners de Tony Bill : Mme Sabantino
- 1991 : City of Hope de John Sayles : Pina
- 1999 : Aussi profond que l'océan (The Deep End of the Ocean) d'Ulu Grosbard : la grand-mère Rosie
- 2000 : Maze de Rob Morrow : Helen
- 2017 : Good Time de Joshua et Ben Safdie : Loren

### Télévision

#### Séries
- 1961 : Naked City
  - Saison 3, épisode 8 Show Me the Way to Go Home de William A. Graham : la portoricaine
- 1963 : East Side/West Side
  - Saison unique, épisode 12 My Child on Monday Morning de Daniel Petrie : Mlle Regan
- 1964 : Route 66 (titre original)
  - Saison 4, épisode 20 Follow the White Dove with the Broken Wing de Denis Sanders : Mme Santos
- 1975 : The Rookies
  - Saison 3, épisode 15 The Saturday Night Special : Millie
- 1978 : 200 dollars plus les frais (The Rockford Files)
  - Saison 5, épisode 11 Le Gangster de Sainte Lucy (Local Man Eaten by Newspaper) : Natalie Cotton Arnow
- 1979 : Drôles de dames (Charlie's Angels)
  - Saison 4, épisode 7 La Cage aux dames (Caged Angel) : la gardienne Wallace
- 1981 : Another World, feuilleton, épisodes (sans titres) 4336 et 4361 : Dr Doris Wagner
- 1984 : Falcon Crest, feuilleton
  - Saison 4, épisode 6 Lord of the Valley de Reza Badiyi et épisode 7 The Intruder : Mary Giannini
- 1989 : Docteur Doogie (Doogie Howser, M.D.)
  - Saison 1, épisode 12 Every Dog Has His Doogie : une membre du conseil d'administration de l'hôpital
- 1991 : Arabesque (Murder, She Wrote)
  - Saison 7, épisode 11 La Famille (Family Doctor) de Walter Grauman : Rosa Abruzzi
- 1996-1999 : Urgences (ER)
  - Saison 3, épisode 2 Hôpital en sursis (Let the Game Begin, 1996), épisode 4 le Dernier Verre (Last Call, 1996) de Rod Holcomb, épisode 10 Sans abri pour Noël (Homeless for the Holidays, 1996) et épisode 16 Foi en la vie (Faith, 1997) de Jonathan Kaplan : Helen Hathaway
  - Saison 4, épisode 11 Mains froides, cœur chaud (Think Warm Thoughts, 1998) de Charles Haid et épisode 20 De l'imbécillité humaine (Of Past Regret and Future Fear, 1998) d'Anthony Edwards : Helen Hathaway
  - Saison 5, épisode 18 Genèse (Point of Origin, 1999) : Helen Hathaway
- 1997 : The Practice : Bobby Donnell et Associés (The Practice)
  - Saison 2, épisode 13 The Civil Right de David Hugh Jones : Michelle Sardo
- 2003 : New York, section criminelle (Law and Order: Criminal Intent)
  - Saison 2, épisode 13 Expériences interdites (See Me) : Lupe Garcia

#### Téléfilms
- 1974 : Tell Me Where It Hurts de Paul Bogart : Agnes
- 1975 : Miles to Go Before I Sleep de Fielder Cook : Selma
- 1975 : One of Our Own de Richard C. Sarafian : Rose Sanantonio
- 1977 : The Death of Richie de Paul Wendkos : Betty Firmani
- 1977 : Sharon: Portrait of a Mistress de Robert Greenwald : Anne Dowling
- 1977 : The Storyteller de Robert Markowitz : Mme Eberhardt
- 1979 : Dummy de Frank Perry : Jean Markin
- 1985 : Do You Remember Love? de Jeff Bleckner : Betty Marcus
- 1987 : L'Impossible Alibi (The Last Innocent Man) de Roger Spottiswoode : Monica Powers

## Distinctions

### Nominations
- 1977 : Tony Award du meilleur second rôle féminin dans une pièce, pour The Shadow Box.
- 1977 : Drama Desk Award du meilleur second rôle féminin dans une pièce, pour The Shadow Box.

### Récompense
- 1977 : Clarence Derwent Award, pour The Shadow Box.

## Voix françaises
- Julia Dancourt dans Les Yeux de Laura Mars (1978)
- Dorothée Jemma dans Five Corners (1988)